# Oficina G3
Oficina G3 es una banda brasileña de rock de São Paulo, Brasil. Fue fundada en 1987 por el guitarrista y vocalista Juninho Afram, el baterista Walter Lopes y el bajista Wagner García. En su historia cambiaron mucho su estilo musical, empezando como una banda de hard rock y rock cristiano, después pasando por una fase de pop rock, nu metal y rock cristiano, y recientemente mostrando canciones con influencias del metal progresivo y metal cristiano.
Actualmente la banda es compuesta por tres integrantes: Juninho Afram en la guitarra eléctrica, Jean Carllos en el teclado y Duca Tambasco en el bajo. El trío es reconocido por su habilidad con sus respectivos instrumentos, y tanto Juninho Afram cuanto Duca Tambasco son parte del Dream Team de Tagima, que tiene algunos de los mejores músicos del país.
Juninho Afram es considerado uno de los mejores guitarristas del país, siendo frecuentemente comparado con Kiko Loureiro (Angra), Edu Ardanuy (Dr. Sin) y otros grandes guitarristas.
La banda es respetada como una de las pioneras del rock cristiano en su país, y una de las que más hizo para disminuir el prejuicio contra el rock en las iglesias, cuando aún era muy mal visto por los líderes religiosos. Oficina G3 tuvo un éxito considerable, y fue nominada para el Grammy Latino dos veces, en 2005 y en 2007.
Para los premios Grammy Latino 2009 fueron premiados en la categoría mejor álbum cristiano en portugués.

## Discografía

### Álbumes de estudio
- 1990: Ao Vivo
- 1993: Nada É Tão Novo, Nada É Tão Velho
- 1996: Indiferença
- 1998: Acústico
- 1999: Acústico Ao Vivo
- 2000: O Tempo
- 2002: Humanos
- 2005: Além do Que os Olhos Podem Ver
- 2007: Elektracustika
- 2008: Depois da Guerra
- 2013: Histórias e Bicicletas (Reflexões, Encontros e Esperança)